# Мария фон Хесен-Касел (1767–1852)
Мария София Фридерика фон Хесен-Касел (на немски: Marie Sophie Friederike von Hessen-Kassel) от Дом Хесен е принцеса от Хесен-Касели чрез женитба кралица на Норвегия (1808 – 1814) и на Дания (1808 – 1839).

## Биография

### Произход
Родена е на 28 октомври 1767 г. в Ханау, Графство Ханау-Мюнженберг. Тя е най-голямата дъщеря на ландграф Карл фон Хесен-Касел (1744 – 1836), датски щатхалтер на херцогствата Шлезвиг и Холщайн, и съпругата му принцеса Луиза от Дания и Норвегия фон Олденбург (1750 – 1831), дъщеря на датския крал Фредерик V (1723 – 1766) и първата му съпруга Луиза Британска (1724 – 1751), дъщеря на крал Джордж II от Великобритания и Ирладия (1683 – 1760) и маркграфиня Каролина фон Бранденбург-Ансбах (1683 – 1737). Баща ѝ е третият син на принц Фридрих II фон Хесен-Касел (1720 – 1785) и принцеса Мария фон Хановер (1723 – 1772), дъщеря на крал Джордж II от Великобритания (1683 – 1760). Най-малката ѝ сестра Луиза Каролина фон Хесен-Касел се омъжва на 26 януари 1810 г. в дворец Готорф за херцог Фридрих Вилхелм фон Шлезвиг-Холщайн-Зондербург-Глюксбург и е майка на Кристиан IX, крал на Дания (1863 – 1906).

### Кралица на Норвегия и Дания
Мария фон Хесен-Касел се омъжва на 31 юли 1790 г. в Готорп за братовчед си трон-принц и бъдещ крал Фредерик VI от Дания (* 28 януари 1768; † 3 декември 1839), син на Кристиан VII (1749 – 1808) и първата му съпруга Каролина Матилда Британска (1751 – 1775), сестра на британския крал Джордж III.
През 1808 г. става кралица на Дания, ражда осем деца, от които само две дъщери достигат зряла възраст. Когато нейният съпруг участва във Виенския конгрес тя е регентка между 1814 и 1815 г. Двойката води нормален живот и е обичана, въпреки че е известно, че Фредерик/Фридрих VI има връзка с Фридерика Данеманд.

### Смърт
Мария фон Хесен-Касел умира на 84 години в дворец Фредериксберг, Копенхаген на 21 март 1852 г. и е погребана в катедралата Роскиле.

## Деца
- Кристиан (* 22 септември 1791; † 23 септември 1791)
- Мария Луиза (* 19 ноември 1792; † 12 октомври 1793)
- Каролина (* 28 октомври 1793; † 31 март 1881), омъжена на 1 август 1829 г. за принц Фридрих Фердинанд Олденбург (1792 – 1863), брат на крал Кристиан VIII от Дания
- Луиза (* 21 август 1795; † 7 декември 1795)
- Кристиан (* 1 септември 1797; † 5 септември 1797)
- Юлиана Луиза (* 12 февруари 1802; † 23 февруари 1802)
- Фридерика Мария (* 3 юни 1805; † 14 юли 1805)
- Вилхелмина Мари (* 18 януари 1808; † 30 май 1891), омъжена I. на 1 ноември 1828 г. (развод 1837) за крал Фредрик VII от Дания (1808 – 1863) (1808 – 1863), II. на 19 май 1838 г. в Копенхаген за херцог Карл фон Шлезвиг-Холщайн-Зондербург-Глюксбург (1813 – 1878)